# Шамхалов, Феликс Имирасланович
Фе́ликс Имирасла́нович Шамха́лов (род. 5 апреля 1968 года, с. Яраг-Казмаляр Магарамкентского района Дагестанской АССР) — российский экономист, специалист в области государственного регулирования экономической и социальной сфер, теории государственного управления, проблем современного предпринимательства. Доктор экономических наук, профессор, член-корреспондент РАН (2003). Заслуженный деятель науки РФ (2002), лауреат Государственной премии РФ для молодых учёных за выдающиеся работы в области науки и техники 2001 года.
Президент общероссийской общественной организации «Российский клуб экономистов», председатель научно-редакционного совета научно-производственного объединения «Экономика» (Москва). Председатель Международной ассоциации государственных органов аттестации научных и научно-педагогических кадров высшей квалификации (МАГАТ), член Межведомственной комиссии по вопросам повышения качества высшего юридического образования и Совета по образованию при Интеграционном комитете ЕвразЭС.

## Биография
Родился в лезгинской семье. Младший брат доктора экономических наук, бывшего заместителя начальника Государственной инспекции по контролю за использованием объектов недвижимости города Москвы Ферида (Фарида) Шамхалова (род. 1964).
В 1985 году после окончания школы в родном селе поступил в Коломенский сельскохозяйственный техникум. В 1986—1988 годах служил в Советской армии.
В 1994 году окончил учётно-экономический факультет Московского коммерческого университета (позднее вуз вошёл в состав РГТЭУ) по специальности «экономист».
В 1995 году защитил диссертацию на соискание учёной степени кандидата экономических наук в Институте экономики РАН (тема «Предпринимательство в России: становление и проблемы развития»).
В декабре 1996 года окончил РАГС при Президенте РФ по специальности «Государственное и муниципальное управление».
В 1998 году защитил диссертацию на соискание учёной степени доктора экономических наук в Санкт-Петербургском государственном университете экономики и финансов (тема «Взаимодействие предпринимательских и властных структур: вопросы теории и практики»).
В 1999 году Ф. И. Шамхалову было присвоено учёное звание профессора по специальности «Экономика предпринимательства».
В 1996—1999 годах — главный редактор, председатель совета директоров НПО «Издательство „Экономика“». В 1999—2002 годах — гендиректор издательства. Выступал научным руководителем Р. Г. Нургалиева при написании последним в 2001 году кандидатской диссертации по экономике.
В 2003—2007 годах — заместитель директора по науке ЦЭМИ РАН. 22 мая 2003 года по рекомендации академиков Н. Я. Петракова и Н. П. Федоренко избран членом-корреспондентом РАН по Отделению общественных наук (секция экономики).
С 17 января 2007 года — заместитель руководителя Рособрнадзора, главный учёный секретарь Высшей аттестационной комиссии. Действительный государственный советник Российской Федерации 3 класса (2010).
С 2009 года работал на кафедре экономических теорий Института экономики, управления и права РГГУ, читал курсы «Модели межотраслевой интеграции» и «Интеграционные процессы в экономике».
В 2011 году стал советником министра образования и науки РФ А. А. Фурсенко. 11 июля 2011 года был назначен директором Департамента подготовки научных и научно-педагогических работников Минобрнауки. Курировал вопросы признания и установления эквивалентности документов об образовании иностранных государств об учёных степенях и званиях; функционирования Аттестационной комиссии Рособрнадзора по вопросам присвоения учёных званий профессора и доцента; деятельности советов по защите докторских и кандидатских диссертаций; координации взаимодействия Управления аттестации научных и научно-педагогических работников с ВАК.
С 24 августа 2012 года — председатель ВАК.
5 февраля 2013 года задержан сотрудниками следственных органов по уголовному делу о нецелевом использовании кредитных средств Внешэкономбанка и легализации незаконно присвоенных 178,4 млн долларов. На время проверки Ф. И. Шамхалов был отстранён от исполнения обязанностей директора департамента в Минобрнауки.
12 февраля на должность председателя ВАК был назначен В. М. Филиппов. Одновременно с этим Ф. И. Шамхалова исключили из состава ВАК.
23 мая был перемещён под домашний арест. 17 мая 2014 года мера пресечения изменена на подписку о невыезде. В феврале 2016 года ГСУ СК РФ по г. Москве прекратило дело Шамхалова по основанию, предусмотренному п.1 ч.1 ст. 24 УПК (за отсутствием события преступления); после этого оправдан судом в связи с отсутствием состава преступления.
Женат, имеет четырёх сыновей и двух дочерей.

## Основные работы
Автор более 100 научных публикаций.
Монографии
- Новое российское предпринимательство. — М.: Экономика, 1994;
- Предпринимательство в России: становление и проблемы развития. — М., 1996;
- Предпринимательство в России: регионально-отраслевой аспект. — М.: Экономика, 1997 (в соавторстве с В. В. Котилко);
- Государство и экономика: власть и бизнес. — М.: Экономика, 1999;
- Государство и экономика: основы взаимодействия. — М.: Экономика, 2000 (2-е изд. 2005);
- Теория государственного управления. — М.: Экономика, 2002 (2-е изд. 2003 под загл. «Основы теории государственного управления»);
- Экономическая энциклопедия регионов России. Свердловская область / под ред. Ф. И. Шамхалова и др. М.: Экономика, 2003;
- Подготовка и аттестация научных и научно-педагогических кадров Российской Федерации: справочник. — М.: Экономика, 2009 (совм. с. Н. И. Булаевым и В. В. Козловым);
- Экономическая энциклопедия регионов России: Южный федеральный округ: Республика Дагестан / гл. ред. Ф. И. Шамхалов; М-во по нац. политике, информ. и внеш. связям, Ин-т соц.-экон. исслед. ДНЦ РАН. — М. : Экономика, 2009. — 550 с., [16] л. цв. вкл.
- Философия бизнеса. — М.: Экономика, 2010;
- Философия власти. — М.: Инфра-М, 2011.

Статьи
- О некоторых новейших тенденциях в развитии современной экономики // Вестник ИЭ РАН. — 2008. — № 1;
- Власть корпораций и власть общества // Экономика и управление собственностью. — 2008. — № 1;
- Корпоративная культура: концептуальный аспект // Регионология. — 2008. — № 2;
- Формы, особенности и механизмы взаимоотношений экономической и политической власти // Вопросы государственного и муниципального управления. — 2008. — № 3;
- Общественные и гуманитарные науки в России: современное состояние // Вестник Владимирского юридического института. — 2008. — № 4(9).